# آدریان سوم

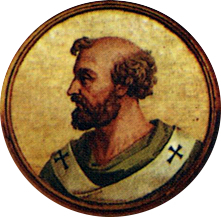

پاپ آدریان سوم (به انگلیسی: Adrian III) یکی از پاپ‌های کلیسای کاتولیک رم بود که در رم به دنیا آمد و از ۸۸۴ تا ۸۸۵ میلادی پاپ بود.